# Dolores (Quezon)
Dolores ist eine philippinische Stadtgemeinde in der Provinz Quezon. Sie hat 28.891 Einwohner (Zensus 1. August 2015). Die Gemeinde liegt am Südhang des 1.470 Meter hohen San Cristobal. Der Dolores Trail führt Bergwanderer von der Gemeinde bis auf den Gipfel. 

## Baranggays
Dolores ist politisch in 16 Baranggays unterteilt.

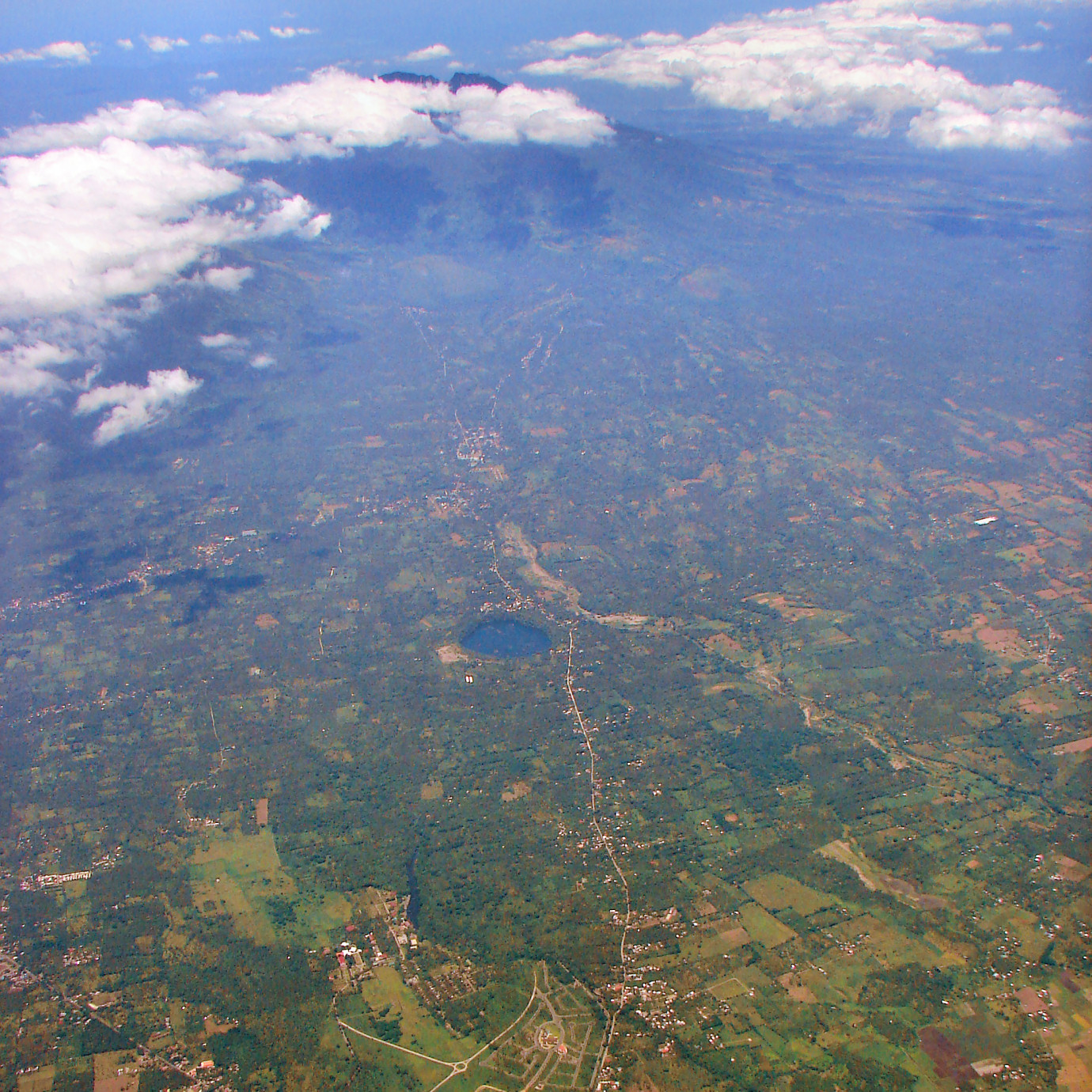
Luftaufnahme von Dolores

| - Antonino (Ayusan) - Bagong Anyo (Pob.) - Bayanihan (Pob.) - Bulakin I - Bungoy - Cabatang - Dagatan - Kinabuhayan | - Maligaya (Pob.) - Manggahan - Pinagdanlayan - Putol - San Mateo - Santa Lucia - Silanganan (Pob.) - Bulakin II |